# Dearly Beheaded
Dearly Beheaded (stylizovanou zkratkou Dᗺ) byla britská thrash/groove metalová kapela založená v roce 1993 v anglickém Stockportu zpěvákem Alexem Cramerem, kytaristy Philem Stevensem a Stevem Owensem, baskytaristou Timem Prestonem a bubeníkem Bobem Ryanem. Její hudební projev by se dal popsat jako mix Pantery a Testamentu.
V roce 1993 vyšla první demonahrávka We the Unwilling. Obě regulérní studiová alba Temptation (1996) a Chamber of One (1997) vyšla u britského vydavatelství Music For Nations. Jejich komerční neúspěch vedl k rozpadu skupiny v roce 1997.

## Diskografie
Dema
- We the Unwilling (1993)

Studiová alba
- Temptation (1996)
- Chamber of One (1997)

EP
- In a Darkened Room (1993)

Promo nahrávky
- Temptation / Between Night And Day (1996)